# Chính sách chân ướt, chân khô

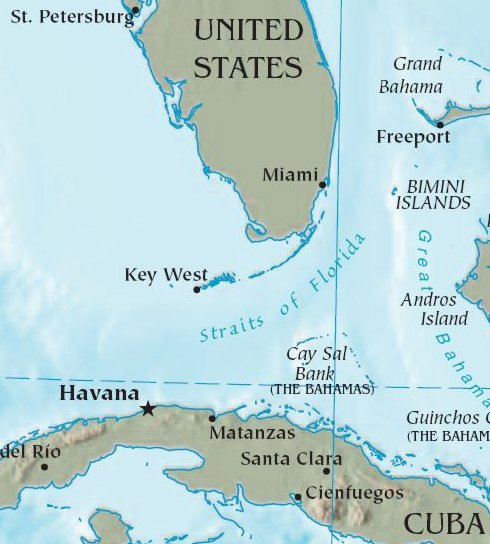
Cuba cách Florida 145 km về phía nam

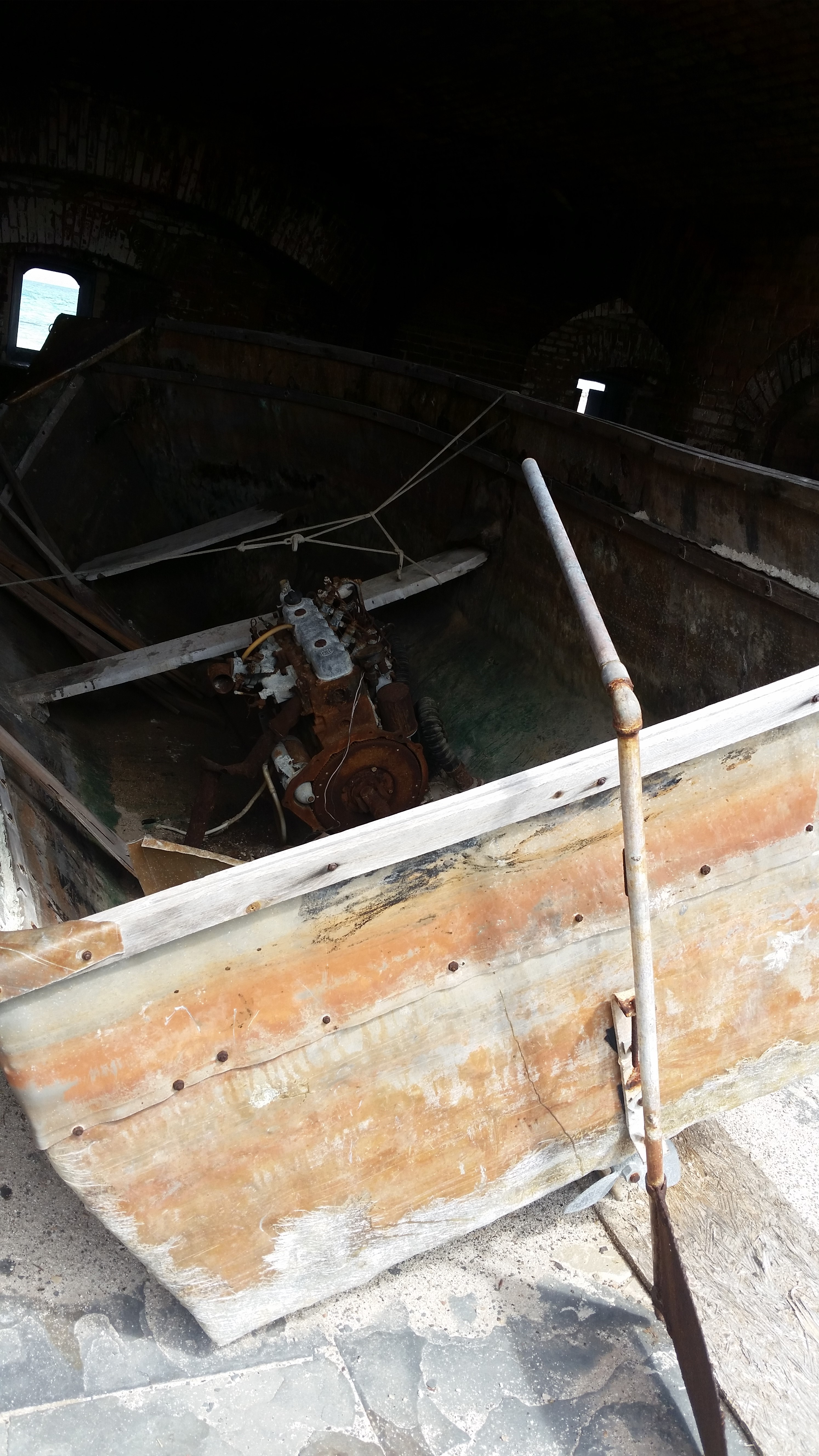
Phần đuôi thuyền tự chế tên là "Chug" trưng bày ở Fort Jefferson

Chính sách chân ướt, chân khô (tiếng Anh: wet feet, dry feet policy hoặc wet foot, dry foot policy) là tên đặt cho cách hiểu cũ về Đạo luật Thích Ứng Cuba năm 1966 sửa đổi năm 1995 về cơ bản nói rằng bất kỳ ai di cư khỏi Cuba và nhập cảnh vào Hoa Kỳ sẽ được phép mưu cầu nơi thường trú một năm sau đó. Trước năm 1995, chính phủ Hoa Kỳ cho phép tất cả những người Cuba nào đến được lãnh hải Hoa Kỳ được ở lại Hoa Kỳ. Sau khi hội đàm với chính phủ Cuba, chính quyền Clinton đã thỏa thuận với Cuba rằng họ sẽ ngừng tiếp nhận những người nào bị phát hiện trong vùng biển của Hoa Kỳ. Trong hai thập kỷ sau đó, bất kỳ người Cuba nào bị phát hiện trên vùng biển giữa hai quốc gia (với "chân ướt") sẽ phải trở về Cuba hoặc được đưa đến một nước thứ ba, trong khi đó, người nào vào được đến bờ ("chân khô") sẽ có cơ hội ở lại Hoa Kỳ, sau đó sẽ nhanh chóng đủ điều kiện "thường trú hợp pháp" theo quy định của Đạo luật năm 1966 và cuối cùng là quốc tịch và trở thành công dân Hoa Kỳ. Vào ngày 12 tháng 1 năm 2017, Barack Obama đã tuyên bố chấm dứt ngay lập tức chính sách này.

## Bối cảnh
Từ năm 1960 đến 1980, hàng trăm nghìn người Cuba đã vào Hoa Kỳ dưới quyền phóng thích của Tổng chưởng lý, nhiều người trong số họ đến bằng thuyền. Năm 1980, một cuộc di cư ồ ạt của những người tị nạn—được biết đến với tên gọi là di tản bằng thuyền từ Mariel—đã đưa khoảng 125.000 người Cuba (và 25.000 người Haiti) đến Nam Florida trong khoảng thời gian sáu tháng. Sau khi giảm trong vài năm, số lượng "thuyền nhân" Cuba tăng dần từ vài trăm người vào năm 1989 lên vài nghìn vào năm 1993. Sau khi Chủ tịch Cuba Fidel Castro có những bài phát biểu đe dọa vào năm 1994, bạo loạn đã xảy ra ở Havana, và cuộc di cư bằng thuyền của người Cuba đã leo thang. Số người Cuba bị Cảnh sát biển Hoa Kỳ hoặc Lực lượng tuần tra biên giới Hoa Kỳ ngăn chặn đạt mức cao nhất thời hậu Mariel là 37.191 người vào năm 1994.